# Infigratinib
L'infigratinib est un médicament anticancéreux utilisé dans le traitement du cholangiocarcinome. Il est vendu sous le nom de marque Truseltiq.

## Mode d'action
Il s'agit d'un inhibiteur de kinase des récepteurs du facteur de croissance des fibroblastes FGFR1, FGFR2 et FGFR3.

## Usage médical
L'infigratinib est un médicament utilisé pour traiter le cholangiocarcinome. Le médicament est particulièrement utilisé dans les maladies avancées présentant une fusion du récepteur du facteur de croissance des fibroblastes 2  ou un autre réarrangement qui a échoué aux autres traitements. Le médicament est pris par voie orale.

## Effets secondaires
Les effets secondaires de ce médicament  comprennent des problèmes d’ongles, une inflammation de la bouche, des yeux secs, de la fatigue, une perte de cheveux, des douleurs articulaires, de la constipation, des douleurs abdominales ou des problèmes oculaires. Les anomalies de laboratoire courantes comprennent des problèmes rénaux, un faible taux de phosphate, un taux élevé de calcium, un faible taux de potassium ou un faible taux de sodium. L'utilisation de ce médicament pendant la grossesse peut nuire au fœtus. 

## Histoire
Le médicament a été approuvé pour un usage médical aux États-Unis en 2021. En 2022, il n'est pas approuvé au Royaume-Uni ni en Europe, bien qu'il ait le statut d'orphelin. Aux États-Unis, cela coûte environ 10 700 dollars américains par cycle de 4 semaines.